# Friedrich Marquard Meyer
Friedrich Marquard Meyer (* 12. Juni 1769 in Arnis; † 6. Dezember 1834 in Havnbjerg) war ein lutherischer Pastor und als Aufklärungstheologe und Antimystiker Gegenspieler von Claus Harms im Schleswig-Holstein des 19. Jahrhunderts.

## Leben
Friedrich Marquard Meyer wurde in Arnis als Sohn des dortigen Predigers, Friedrich Meyer, geboren. Nach einem Studium der Theologie legte er 1794 in Glückstadt sein Amtsexamen ab, um danach als Legationsprediger nach Frankreich zu gehen. In Paris war er u. a. Hauslehrer beim Grafen Luckner. Nach einer Darstellung hielt er sich schon zwei Jahre vor seinem Examen in Paris auf, war als Freigeist Anhänger der Jakobiner und erlebte deren Schreckensherrschaft mit.
1796 wurde er, wieder zurück im Herzogtum Schleswig, zuerst Prediger der St.-Petri-Kirche in Sieverstedt bei Schleswig, dann 1807 für 26 Jahre Pfarrer an der Kirche von Havnbjerg (deutsch: Hagenberg) auf der Insel Alsen. Trotz seiner revolutionären Vergangenheit wurde er an den Hof des Herzogs auf Augustenburg eingeladen und zusätzlich zum Hofprediger berufen. Durch „seine Kenntnisse auf allen Gebieten“ und „sein geistreiches Wesen“ sei er ein gern gesehener Gast gewesen, obwohl er mit „seinen scharfen Reden“ auch die herzogliche Familie nicht verschonte (Luth). Manchmal soll er direkt vom Kartenspiel mit dem Herzog von Augustenborg zum Gottesdienst nach Havnbjerg geritten sein.
Einer breiten Öffentlichkeit bekannt wurde er v. a. durch seine Thesenfehde (1817–1819) mit Claus Harms bekannt, bei der Meyer einen entschieden rationalistischen Standpunkt einnahm.

## Veröffentlichungen
- Hexenprozesse in Schleswig-Holstein im 17.Jahrhundert, aus Akten des Depenauer Gutsarchiv; in: A. Niemanns Blätter für Polizei und Kultur, 1797, Bd. 1 S. 57 ff.
- Menschenverstand. Ueber und gegen die 95 Theses des Hrn. Archidiaconus Harms in Kiel. Mit Rücksicht auf seine herausgegebenen Jubelpredigten. Von F. M. Meyer, Prediger zu Hagenberg auf Alsen. Zum Besten einiger Armen. Schlesswig, in Comm. bey Koch. 1818. (online bei Google Books)